# Talbot County (Georgia)
Talbot County is een county in de Amerikaanse staat Georgia.
De county heeft een landoppervlakte van 1.018 km² en telt 6.498 inwoners (volkstelling 2000). De hoofdplaats is Talbotton.

## Bevolkingsontwikkeling

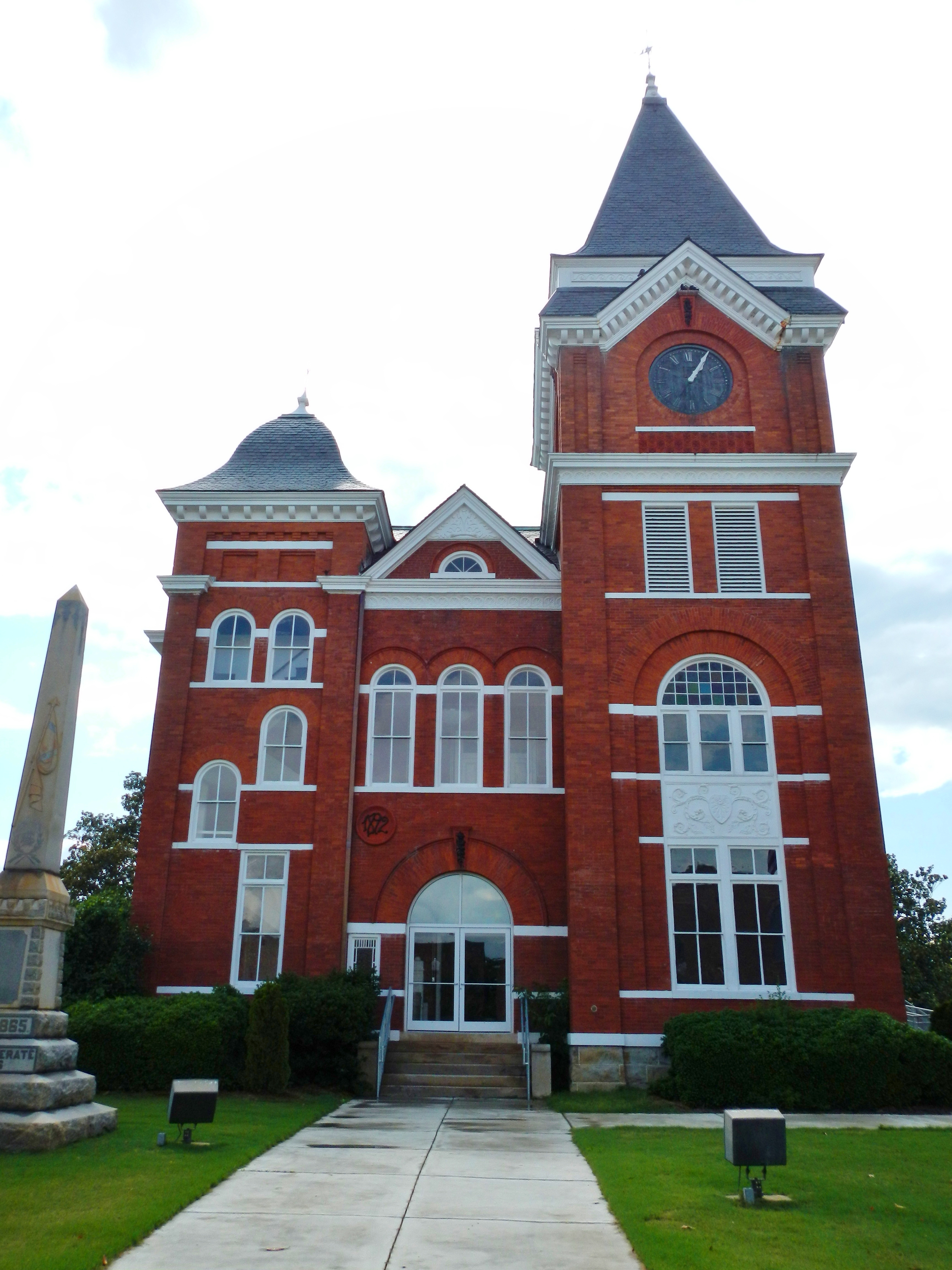
Talbot County Courthouse